# Augustin Chausse
Augustin Chausse MEP (chiń. 邵斯; ur. 19 lutego 1838 w Saint-Didier-en-Velay, zm. 12 października 1900 w Hongkongu) – francuski duchowny rzymskokatolicki, misjonarz, wikariusz apostolski Guangdongu.

## Życiorys
14 czerwca 1862 otrzymał święcenia prezbiteriatu i został kapłanem Towarzystwa Misji Zagranicznych w Paryżu. 18 sierpnia tego roku wyjechał na misje do Guangdongu w Chinach. Najpierw prowadził tam sierociniec. W 1864 otrzymał zarząd nad jednym z dystryktów misji. W 1867 poświęcił się pracy wśród grupy Hakka, wśród których ochrzcił 1500 osób. W 1868 musiał uciekać z rejonu z powodu prześladowań chrześcijan. W 1876, gdy prześladowania osłabły, wyjechał do Chaozhou.
16 grudnia 1880 papież Leon XIII mianował go koadiutorem wikariusza apostolskiego Guangdongu Philippa-François-Zéphirina Guillemina MEP oraz biskupem in partibus infidelium capsuskim. 25 lipca 1881 przyjął sakrę biskupią z rąk wikariusza apostolskiego Kuangsi Pierra-Noëla-Josepha Foucarda MEP.
W 1884 z powodu kampanii francuskiej w Tonkinie i spowodowanej nią niechęci administracji chińskiej do Francuzów i chrześcijan, wraz z inny misjonarzami i osobami świeckimi schronił się w Hongkongu. 5 kwietnia 1886, gdy bp Guillemin zmarł, został wikariuszem apostolskim Guangdongu. Po powrocie do Kantonu odbudowywał zniszczony wojną wikariat. Za jego pontyfikatu ukończono katedrę Najświętszego Serca Jezusa w Kantonie oraz założono seminarium. W 1899 dotknięty paraliżem. Rok później wyjechał do sanatorium w Hongkongu, gdzie 12 października 1900 zmarł.